# Helmet (groupe)
Pour les articles homonymes, voir Helmet.
Helmet est un groupe de metal alternatif américain, originaire de New York. Le groupe est initialement fondé en 1989 par Page Hamilton au chant et à la guitare, avec Henry Bogdan à la basse, Peter Mengede à la guitare, et John Stanier à la batterie. Les nombreux changements de line-up font que le seul membre fondateur encore présent à ce jour au sein du groupe est Page Hamilton.

## Biographie

### Débuts (1989–1991)
Originaire de Medford, petite ville située dans l’Oregon, Page Hamilton se passionne pour la musique et apprend à jouer de la guitare dès le lycée. Déménageant ensuite pour New York, il étudie la musique au Conservatoire de jazz de Manhattan, et parvient à décrocher son diplôme avec mention. Il rejoint ensuite l’avant-garde expérimentale new yorkaise ; il juge les règles du jazz trop strictes et trop contraignantes pour évoluer dans la musique. Il trouve en Glenn Branca et de son Glenn Branca Ensemble, un environnement où il peut former les bases de ce qui deviendra Helmet. Il intègre Band of Susans en tant que guitariste et enregistre avec ce groupe l’album Love Agenda et le maxi A Peel Sessions.
En 1989, Hamilton quitte Band of Susans et rencontre Peter Mengede ; ils embauchent John Stanier à la batterie et Henry Bogdan à la basse et le groupe Helmet apparaît sur la scène underground de New York. Ils sont repérés par Tom Hazelmyer qui les signe sur son label Amphetamine Reptile Records et sort le single Born Annoying peu de temps après. Amrep (diminutif de Amphetamine Reptile Records) sort ensuite leur premier album Strap It On en 1990. Helmet est tout de suite acclamé et incarne le génie créatif du heavy metal. En dehors des traditionnels clichés du heavy metal à savoir « cheveux noirs et vêtements noirs », le groupe arbore de simples tee-shirts, avec jeans et baskets et porte des cheveux courts. Leur musique est caractérisée par la répétition, des rythmes syncopés, des riffs de guitare staccato (ou piqués) souvent dans une atmosphère lourde le tout joué dans une clé mineure de Ré ou de Do. Le son des guitares est distordu et dissonant, avec des chœurs impliquant des vagues réverbérantes de guitare. Le guitariste Page Hamilton est considéré par certains comme le guitariste de metal le plus innovant des années 1990.

### Années du succès (1992–1998)
Avec l’envolée des ventes dans le milieu du metal, Helmet est courtisé par de nombreux labels. Le groupe gagne encore en notoriété à la suite de sa signature sur le label Interscope Records en 1992, qui leur propose un million de dollars tout en leur laissant une totale liberté dans leur travail. Leur premier album sorti chez Interscope Records en 1992, Meantime, est entièrement produit par le groupe et est même certifié disque d'or aux États-Unis en 1994. L’album se vend à plus d’un million d’exemplaires de par le monde et demeure la meilleure vente du groupe.
Helmet entreprend une tournée aux États-Unis, en Europe et en Asie, généralement avec des groupes du label Amrep. Les tensions grandissent au sein du groupe, à tel point qu’au début de l’année 1993, le guitariste Peter Mengede et le groupe se quittent en mauvais termes. Mengede est alors remplacé par Rob Echeverria. En 1994, sort l’album Betty. En dépit du succès de l’album, qui se propulse en 45e place du Billboard 200, les ventes faiblissent rapidement et n’atteindront pas le niveau des ventes de Meantime. En avril 2006, on comptabilisait un peu plus de 275 000 exemplaires vendus de Betty. À la suite de l’enregistrement et de la tournée de Betty, Echeverria quitte le groupe pour rejoindre Biohazard.
Cette séparation s’est déroulée dans des conditions plus amicales que lors du départ de Mengede. En 1997, le groupe persiste et signe avec l’album Aftertaste. Après l’enregistrement, Chris Traynor (un des membres fondateurs de groupe Orange 9mm) est recruté pour assurer la guitare lors de la tournée. Bien que le titre Exactly What You Wanted connaisse un succès limité en particulier dans les stations de radio, l’album se place durant plusieurs semaines dans le Billboard 200 et 135 000 copies avaient été vendus en avril 2006. La tournée de l’album Aftertaste en 1997-1998 précipite la fin du groupe. Avec l’amertume et les désaccords accumulés au fil des années, les membres du groupe décident de se quitter. Interrogé sur la fin du groupe, Hamilton répond alors : « 9 ans, 1 600 concerts, 5 albums et nous en sommes arrivés au constat qu’il serait difficile de concilier les points de vue de chacun. »

### Chemin de la reformation (1999–2005)
Hamilton quitte New York pour Los Angeles et s’investit dans différents projets dont guitariste pour David Bowie. Il retourne régulièrement  à New York pour travailler avec son groupe Gandhi, dont plusieurs chansons figureront sur l’album Size Matters. Bogdan repart chez lui en Oregon et joue de la guitare avec les Midnight Serenaders. Stanier fait une pause d’un peu plus d’un an à la batterie, et finit par revenir jouer de la batterie avec les groupes Tomahawk, The Mark of Cain et Battles.
À la suite de son départ pour Los Angeles, Hamilton commence à travailler avec le batteur John Tempesta (un ancien membre de Testament et de White Zombie. Ils se mettent en quête d’un label et d’un nom de groupe pour leur projet. En 2003, il charge Jimmy Iovine pour qu’il négocie avec Interscope Records la sortie du disque sous le nom Helmet dont Insterscope est toujours détenteur des droits. Hamilton a hésité un moment quant à utiliser le nom d’Helmet en l’absence de Stanier et Bogdan, sans les en informer au préalable qui plus est. Il avait déjà voulu reformer le groupe mais leurs relations depuis la séparation en 1998 ne s’étaient pas améliorées et son offre de reformation aurait été refusée ou ignorée par les deux protagonistes. Au vu de la situation et de l'offre d'Interscope Records, Hamilton a été convaincu qu'il était justifié de relancer le groupe sans eux.
Chris Traynor avec qui il est resté en bons termes le rejoint bientôt et se charge de la partie basse et de la partie guitare. Avec Tempesta à la batterie et Hamilton au chant et à la guitare, le trio enregistre Size Matters au début de 2004. Frank Bello est recruté à son tour pour assurer la basse lors de la tournée. Cependant, il les quitte rapidement pour rejoindre son ancien groupe Anthrax qui se reforme à son tour. Jeremy Chatelain remplace Bello pour la durée de la tournée. John Tempesta quitte l’aventure au début de 2006 pour le groupe The Cult.
À la fin de 2005, Helmet quitte Interscope Records pour Warcon Enterprises et annonce qu’un album sortira pour le début de l’été. Le groupe participe au festival South by Southwest à Austin (Texas) en 2006 avec un line up temporaire constitué de Charlie Walker à la batterie, Chris Traynor à la basse, et Anthony Truglio (un ancien membre de  Gandhi) à la guitare. Leur nouvel album Monochrome est enregistré et coproduit par Wharton Tiers, qui avait enregistré les deux premiers albums du groupe à savoir Strap It On et Meantime. Pour cet album, Hamilton et Traynor retournent en studio et s’entourent d’un nouveau batteur Mike Jost (un ancien membre du groupe Adair). Helmet promeut Monochrome lors du Warped Tour 2006 et Jeremy Chatelain reprend le rôle qu’il a tenu en 2005 lors de la tournée de Size Matters.

### Reformation et activités récentes (depuis 2006)
En septembre 2006, peu après la fin du Warped Tour, Chris Traynor annonce qu’il quitte le groupe après dix ans de bons et loyaux services avec Page Hamilton. Quelques jours après, c’est Mike Jost qui quitte à son tour le groupe pour assurer sa fonction de père à plein temps. Jeremy Chatelain prend quant à lui d’autres engagements. Au début d'octobre 2006, Hamilton annonce l’arrivée de Kyle Stevenson à la batterie et de Jon Fuller à la basse, tous deux originaires de Milwaukee. En raison des changements de line-up, Hamilton dut annuler beaucoup de dates de spectacles programmées pour la fin 2006 dans le nord-est des États-Unis et en Europe. Le groupe ouvre pour les Guns N' Roses pour leurs dernières dates en décembre 2006. Le groupe tourne en Australie en avril et mai 2008 sur la côte est et sur la côte ouest. Page Hamilton est présent sur l'album de P.O.D intitulé When Angels & Serpents Dance, sur la chanson God Forbid.
Dans une interview pour le Reverb Magazine, Hamilton confirme qu’il souhaitait atteindre les records d’affluence enregistrés pour la tournée de Meantime. Hamilton expliquera plus tard, avec humour, qu'il a voulu jouer Meantime dans son ensemble en tournée parce qu'il y a seulement dix chansons et que ce sont les chansons... les plus faciles à jouer. Betty et Size Matters sont les deux plus difficiles à jouer ! Tout comme Monochrome. Page Hamilton apparaitra sur le prochain album de Linkin Park intitulé The Hunting Party sur le morceau All For Nothing. De septembre à octobre 2014, Helmet part en tournée en Europe pour fêter les 20 ans de son album Betty.

## Style musical
La majeure partie de la presse spécialisée s'accorde à dire que Helmet est catégorisé metal alternatif,,,
cependant le groupe est catégorisé au fils dans années dans les genres post-hardcore, rock alternatif,, noise rock, metal expérimental post-metal, et groove metal. Jim Farber du New York Daily News décrit Helmet comme un groupe de « smart rock. »

## Membres

### Membres actuels
- Page Hamilton – chant, guitare (1989–1998, depuis 2004)
- Kyle Stevenson – batterie (depuis 2006)
- Dan Beeman – guitare (depuis 2008)
- Dave Case – basse (depuis 2010)

### Anciens membres
- Henry Bogdan – basse (1989–1998)
- John Stanier – batterie (1989–1998)
- Peter Mengede – guitare (1989–1993)
- Rob Echeverria – guitare (1993–1996)
- Chris Traynor – guitare, basse (1997–1998, 2004-2006)
- Frank Bello – basse (2004–2005)
- John Tempesta – batterie (2004–2005)
- Jeremy Chatelain (en) – basse (2005-2006)
- Mike Jost – batterie (2005–2006)
- Jimmy Thompson – guitare (2006-2008)
- Jon Fuller – basse (2006-2010)

## Discographie

### Albums studio
- 1990 : Strap It On
- 1992 : Meantime
- 1994 : Betty
- 1997 : Aftertaste
- 2004 : Size Matters
- 2006 : Monochrome
- 2010 : Seeing Eye Dog
- 2016 : Dead to the World
- 2023 : Left

### Compilations
- 1995 : Born Annoying
- 2004 : Unsung: The Best of Helmet (1991–1997)

### Singles
| Année | Titre                   | U.S. Mainstream Rock Tracks | U.S. Modern Rock Tracks | Album        |
| ----- | ----------------------- | --------------------------- | ----------------------- | ------------ |
| 1992  | Unsung                  | 32                          | 29                      | Meantime     |
| 1994  | Milquetoast             | 39                          | -                       | Betty        |
| 1997  | Exactly What You Wanted | 19                          | -                       | Aftertaste   |
| 2004  | See You Dead            | 29                          | -                       | Size Matters |

Helmet sort également un certain nombre de singles, et participé à quelques bandes son de films, notamment celle Judgment Night avec le groupe de rap House of Pain. Une liste exhaustive de ces productions peut être trouvée sur les sites mentionnés ci-dessous.

## Apparitions
En 1992, Helmet fait une apparition dans le film Guncrazy. Au début de 1994, avant même la sortie de Betty, une version alternative de Milquetoast (intitulée Milktoast) figure sur la bande originale du film The Crow. En 1995, le groupe participe à un album de reprises sur le thème de Tetsujin 28-gō (Gigantor), manga et série télévisée, dans un album hommage au Saturday Morning : c'est sous ce terme que les Américains définissent la matinée du samedi traditionnellement consacrée à la diffusion des dessins animés. La même année, Helmet apparaît dans le film des Jerky Boys (un duo de comiques américain spécialisé dans l’humour satirique et les canulars télévisés) dans un concert de Black Sabbath qui interprète le titre Symptom of the Universe. En 1996, Helmet s'illustre avec une reprise du célèbre titre Army of Me de Björk, parue sur la compilation de la Surfrider Foundation : MOM - Music for our Mother Ocean. En 2004, le titre Unsung est présent dans la bande son du jeu vidéo Grand Theft Auto: San Andreas, sur la station de radio fictive Radio X. En 2004, Crashing Foreign Cars figure dans la bande son du jeu vidéo Need For Speed: Underground 2. En 2005, Unsung est utilisé pour le jeu Guitar Hero PlayStation 2. Les vidéos de Unsung et Wilma's Rainbow ont fait l’objet  par ailleurs, d’un enregistrement spécialement pour la série de MTV, Beavis et Butt-Head dans les années 1990.
Page apparaît sur le dernier album de Norma Jean intitulé The Anti Mother, il signe le titre Opposite of Left and Wrong.
En 2014, le groupe Linkin Park fait appel à lui pour une collaboration sur le titre All For Nothing, de leur album The Hunting Party.